# Damien Cottier
Pour les articles homonymes, voir Cottier (homonymie).
Damien Cottier, né le 3 avril 1975 à Neuchâtel (originaire de Jaun), est une personnalité politique suisse, membre du Parti libéral-radical. 
Ancien chef de cabinet de Didier Burkhalter, il est député du canton de Neuchâtel au Conseil national depuis décembre 2019.

## Biographie

### Enfance et formation
Damien Jacques André Cottier naît le 3 avril 1975 à Neuchâtel. Il est originaire de Jaun, dans le canton de Fribourg.
Après avoir obtenu en 1993 sa maturité au gymnase cantonal de Neuchâtel, il étudie l'histoire, la géographie et les sciences politiques  à l'Université de Neuchâtel (licence ès lettres), avec deux semestres d'échange à l'Université libre de Berlin et à l'Université Humboldt de Berlin. Il obtient son master en 2001, puis suit une spécialisation postgrade (DEA) en relations internationales à l'Institut des Hautes études internationales de Genève. Il obtient son diplôme en 2003. Lors de ses études, il rédige deux mémoires, l'un sur la politique européenne de Max Petitpierre et l'autre sur la préparation de l'après-guerre du Conseil fédéral, sous la direction de Philippe Burrin.
En 2008, il obtient également un certificat (CAS) en communication de la Haute école de gestion de Fribourg et de l'Institut suisse de relations publiques[réf. souhaitée].

### Parcours professionnel
De 2000 à 2004, il est responsable de la communication de la Chambre immobilière neuchâteloise[réf. souhaitée].
Il est assistant parlementaire de la conseillère aux États Michèle Berger-Wildhaber d'août 2002 à novembre 2003. De mai à août 2004, il effectue un stage de trois mois au Consulat général de Suisse à New York,, puis devient responsable de projets auprès d’economiesuisse jusqu'en février 2018[réf. souhaitée].
En parallèle, il est chef de la communication du PLR Suisse de 2008 à 2010, puis est nommé en décembre 2009 collaborateur personnel du conseiller fédéral Didier Burkhalter pour le 1er février 2020. Considéré comme un des proches du conseiller fédéral, il joue le rôle de collaborateur personnel et chef de cabinet, en collaboration avec Jon Fanzun.
En novembre 2017, on apprend qu'il rejoint la Mission suisse auprès des Nations unies. Il y est chef de la section des affaires humanitaires de mars 2018 à février 2020.

### Vie privée
Le 14 février 2019, il fait publiquement part de son homosexualité,.
Il vit en couple et habite à Hauterive.

## Parcours politique

### Niveau communal
Il est membre du Conseil général du Landeron de 1996 à 2001 et de 2004 à 2006.
Il est membre du Conseil général (législatif) d'Hauterive de 2008 à 2012.

### Niveau cantonal
Il est élu député au Grand Conseil neuchâtelois en avril 1997, alors qu’il est secrétaire général du Parti radical-démocratique (PRD) neuchâtelois. Au moment de son élection, il est le plus jeune député de l’histoire du canton. Il est réélu en 2001 et 2005 (meilleur élu du canton sur les listes radicales). Il est notamment  président du groupe radical durant 4 ans, de 2001 à 2005, président de la 2e commission d’enquête parlementaire (CEP) du canton et président de la Commission de gestion et des finances.
Il quitte le Grand Conseil en 2008, lorsqu'il devient chef de la communication du PLR Suisse à Berne[réf. souhaitée].
D'octobre 2009 à janvier 2012, il est vice-président du PLR neuchâtelois.

### Niveau fédéral
En 2004, il est candidat à la présidence du Parti radical suisse, mais il ne recueille que 44 voix, loin derrière Léonard Bender, élu au 1er tour avec 143 voix, et derrière Charles Favre, qui récolte 66 voix.
Il est candidat au Conseil national pour les élections fédérales de 2007 et, après l'élection de Laurent Favre qu'il ne suit que de 300 voix, il devient premier vient-ensuite de la liste radicale neuchâteloise.
En 2019, il est élu conseiller national avec 9 343 voix (5e score), où il siège au sein de la Commission des institutions politiques (CIP). En janvier 2022, il annonce sa candidature pour reprendre la présidence du groupe libéral-radical aux Chambres fédérales. Il est élu à ce poste le 18 février 2022, par une voix d'écart sur Olivier Feller (19 voix contre 18). Il est réélu en octobre 2023 (2e score).

### Profil politique
Il est jugé plus à gauche que son président de parti Thierry Burkart. Selon la Neue Zürcher Zeitung, il est même l'un des parlementaires les plus à gauche de son groupe.
Il est l’auteur de la première motion ayant abouti à l’instauration d’un frein aux dépenses et à l’endettement, approuvé par le peuple neuchâtelois par 85 % des voix en juin 2004. Il est également l’auteur de la motion qui a instauré le vote par correspondance généralisé et les tests de vote par Internet dans le canton de Neuchâtel[réf. souhaitée].
Il est coauteur, notamment avec Raphaël Comte, du projet de loi ayant abouti à la création du partenariat pour couples hétéro- ou homosexuels dans le canton de Neuchâtel. Il a également proposé le droit d’initiative des communes qui a été introduit dans la nouvelle Constitution cantonale en 2000.
En 2007, il lance[source insuffisante] avec Didier Burkhalter le projet d'alerte enlèvement sur le plan suisse.
En septembre 2020, il dépose une initiative parlementaire visant à numéroter les initiatives populaires fédérales et à en supprimer le titre.